# Funadhoo
Funadhoo är en ö i Maldiverna.  Den ligger i den norra delen av landet, 220 km norr om huvudstaden Malé. Geografiskt är den en del av Miladhunmadulu atoll och tillhör administrativt Shaviyani. Det är den administrativa centralorten i Shaviyani. Ön har en flygplats för inrikesflyg sedan år 2020.
Tropiskt monsunklimat råder i trakten. Årsmedeltemperaturen i trakten är 26 °C. Den varmaste månaden är april, då medeltemperaturen är 27 °C, och den kallaste är juni, med 25 °C. Genomsnittlig årsnederbörd är 1 910 millimeter. Den regnigaste månaden är augusti, med i genomsnitt 391 mm nederbörd, och den torraste är februari, med 60 mm nederbörd.